# بكتيريا مضيئة حيويا
البكتيريا المضيئة حيويًا( الإسم العلمي: Bioluminescent bacteria )هي بكتيريا مُنتجة للضوء، وتوجد بكثرة في مياه البحر، والرواسب البحرية، وعلى أسطح الأسماك المتحللة، وفي أمعاء الحيوانات البحرية. ورغم أن التلألؤ الحيوي البكتيري ليس شائعًا، إلا أنه موجود أيضًا في البكتيريا الأرضية وبكتيريا المياه العذبة.

## البيئة

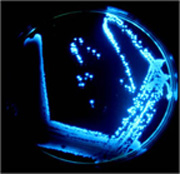
البكتيريا المضيئة حيويًا

قد تكون البكتيريا المضيئة الحيوية حرة المعيشة أو تعيش في تكافل مع حيوانات بحرية مثل سبيدج هاواي قصير الذيل  أو الديدان الأسطوانية.
توفر الكائنات  المضيئة الحيوية منزلا آمنًا وتغذية كافية لبعض الكائنات البحرية. في المقابل، تستخدم الكائنات المضيفة الضوء الذي تنتجه البكتيريا للتمويه أو لجذب الفرائس و/أو الشريك. كما طورت علاقات تكافلية مع الكائنات الحية الأخرى حيث يستفيد كلا المشاركين من بعضهما البعض بالتساوي.

## الكيمياء الحيوية

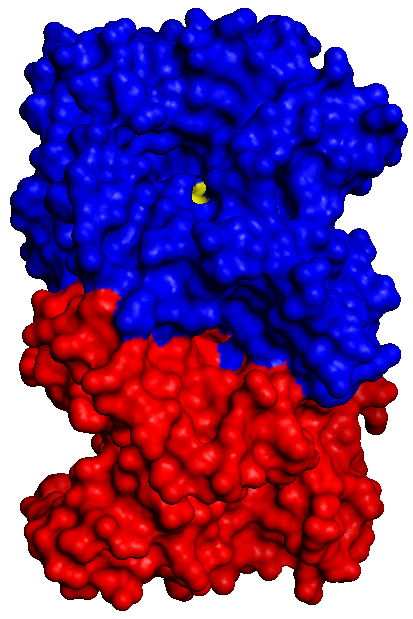
لوسيفيراز: الوحدة الفرعية ألفا (الأزرق) وبيتا (الأحمر).

يتم تحفيز التفاعل الكيميائي المسؤول عن التلألؤ الحيوي بواسطة إنزيم لوسيفيراز. في وجود الأكسجين، يحفز لوسيفيراز أكسدة جزيء عضوي يسمى لوسيفيرين.
بالنسبة للتلألؤ الحيوي البكتيري على وجه التحديد، يتضمن التفاعل الكيميائي الحيوي أكسدة مركبات ألدهيدات أليفاتي بواسطة أحادي نيوكليوتيد فلافين مختزل. تتضمن منتجات تفاعل الأكسدة هذا أحادي نيوكليوتيد فلافين مؤكسد وسلسلة حمض دهني وطاقة في شكل ضوء مرئي أزرق مخضر.
التفاعل: FMNH2 + O2 + RCHO → FMN + RCOOH + H2O + ضوء
جميع إنزيمات لوسيفيراز البكتيرية عبارة عن ثنائيات غير متجانسة، وزنها الذري حوالي 80 كيلو دالتون، وتحتوي على وحدتين فرعيتين: ألفا وبيتا. الوحدة الفرعية ألفا مسؤولة عن انبعاث الضوء. تُشفّر جينات luxA وluxB الوحدتين الفرعيتين ألفا وبيتا على التوالي. في معظم البكتيريا المضيئة بيولوجيًا، تُحيط جينات luxA وluxB في الأعلى بجينات luxC وluxD وفي الأسفل بجينات luxE.
يكون التفاعل الحيوي على النحو التالي:
FMNH2 + O2 + R-CHO -> FMN + H2O + R-COOH + Light (~ 495 nm)
يتفاعل الأكسجين الجزيئي مع FMNH2 (أحادي نيوكليوتيد الفلافين المختزل) وألدهيد طويل السلسلة لإنتاج FMN (أحادي نيوكليوتيد الفلافين) والماء وحمض دهني مماثل. ينتج عن هذا التفاعل انبعاث الضوء الأزرق والأخضر للتلألؤ الحيوي، مثل الذي تنتجه  البكتيريا الضوئية الفوسفورية وضمة هارفي. نظرًا لأن انبعاث الضوء يتضمن إنفاق ستة جزيئات ATP لكل فوتون، فهو عملية مكلفة من الناحية الطاقية. لهذا السبب، لا يتم التعبير عن انبعاث الضوء بشكل تكويني في البكتيريا المضيئة حيويًا؛ يتم التعبير عنه فقط عندما يكون ضروريًا من الناحية الفسيولوجية.

## تنظيم التلألؤالحيوي
يتم تنظيم التلألؤ الحيوي في البكتيريا من خلال تنظيم إنزيم مؤكسد يُسمى لوسيفيراز. من المهم أن تُقلل البكتيريا المتألئة حيويًا من معدلات إنتاج لوسيفيراز عندما يكون عدد أفرادها قليلًا للحفاظ على الطاقة. وبالتالي، يُنظم التلألؤ الحيوي البكتيري عن طريق التواصل الكيميائي المعروف بإسم استشعار النصاب.
في الأساس، تُنشَّط جزيئات إشارات معينة تُسمى المُحفِّزات الذاتية ذات مستقبلات بكتيرية مُحدَّدة عندما تكون كثافة عدد للبكتيريا عالية بما يكفي. يؤدي تنشيط هذه المستقبلات إلى تحفيز مُنسَّق لإنتاج لوسيفيراز، مما يُؤدي في النهاية إلى تألق مرئي.

## الأدوار البيولوجية
تشمل الأغراض البيولوجية واسعة النطاق للتلألؤ الحيوي على سبيل المثال لا الحصر جذب الأزواج، ووسيلة دفاع ضد الحيوانات المفترسة وإشارات التحذير.
في حالة البكتيريا المضيئة حيويًا، يعمل التلألؤ الحيوي بشكل أساسي كشكل من أشكال التشتت. وقد افترض أن البكتيريا المعوية أو بمعنى آخر البكتيريا التي تعيش في أمعاء الكائنات الحية الأخرى - وخاصة تلك المنتشرة في أعماق المحيط - تستخدم التلألؤ الحيوي كشكل فعال للتوزيع. بعد شق طريقها إلى الجهاز الهضمي للأسماك والكائنات البحرية الأخرى وإخراجها في حبيبات البراز، تتمكن البكتيريا المضيئة حيويًا من الاستفادة من قدراتها المضيئة حيويًا لجذب الكائنات الحية الأخرى والابتلاع الفوري لهذه الحبيبات البرازية التي تحتوي على البكتيريا. 

## إقرأ أيضا
- بكتيريا ضوئية فوسفورية
- ضمة فولنيفيكوس
- ضمة هارفي